# Anne-Sophie Weyns
Anne-Sophie Weyns (2 februari 1996) is een Belgisch hockeyspeelster. 

## Levensloop
Weyns was in haar jeugd aangesloten bij Royal Victory HC, maar maakte de overstap naar Royal Herakles HC. Vervolgens keerde ze terug naar Royal Victory HC om in 2022 opnieuw aan te sluiten bij de Lierse club.
Daarnaast was ze actief bij het Belgisch hockeyteam. In deze hoedanigheid nam ze onder meer deel aan het wereldkampioenschap van 2018 en de Europees kampioenschappen van 2017 en 2019. Op het EK van 2017 behaalde ze met de nationale ploeg zilver.